# El Dybbuk

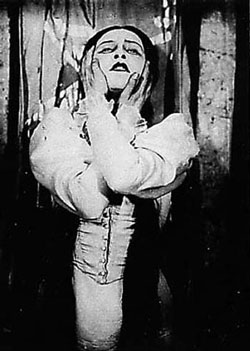
Hanna Rovina como Leah'le en El Dybbuk, drama en ídish, c. 1920.

El Dybbuk, o Entre dos mundos (Yid. דער דיבוק אָדער צווישן צוויי וועלטן, Der dibuk oder tsvishn tsvey veltn) es una obra de teatro de 1914 del escritor S. Ansky, que cuenta la historia de una joven novia que es poseída por un dybbuk -un espíritu malicioso, que se cree es el alma dislocada de un muerto- la noche de su boda. El Dybbuk, es considerada una obra seminal en la historia del teatro judío, desempeñó un papel importante en el desarrollo de la cultura ídish y en la cultura de Israel. 
La obra se basa en el fruto de varios años de investigación por parte de S. Ansky, quien viajó a diversos shtetls judíos en Rusia y Ucrania, documentando las creencias folclóricas e historias de los judíos jasídicos.

## Personajes
- Leah, hija de Sender, una doncella que había alcanzado la mayoría de edad y, sin embargo, su padre rechaza constantemente a sus pretendientes.
- Khanan, un pobre estudiante de Yeshiva enamorado de Leah, de quien se rumorea que practica la Cábala prohibida.
- Sender, hijo de Henya, un rico comerciante que reside en Brinitz, el padre de Leah
- El Mensajero, un viajero siniestro y sin nombre
- Rabino Azriel, hijo de Hadasa, un venerable tzadik jasídico que reside en la cercana Miropol, considerado un hacedor de milagros.
- Nisan, hijo de Karina, un erudito que conocía a Azriel.
- Rabino Samson, Mara d'atra (rabino jefe) de Miropol
- Michael, el sirviente de Azriel
- Meyer, bedel de la sinagoga de Brinitz
- Gittel y Besya, amigas de Leah
- Frieda, su antigua niñera
- Menashe, el nuevo prometido de Lea
- Nakhman, su padre
- Asher y Hanoch, estudiantes de la Yeshivá y amigos de Khanan
- Los dos Dayannim, los jueces religiosos que presiden junto a Sansón
- Tres holgazanes que pierden el tiempo en la sala de estudio.
- Los hasidim de Azriel, la gente pobre, la multitud.

## Adaptaciones
La obra ha sido adaptada varias veces al cine:
- El Dybbuk, película de 1937, dirigida por Michał Waszyński en Varsovia.
- David Tamkin y Alex Tamkin adaptaron la obra a la ópera El Dybbuk, compuesta en 1933, estrenada en 1951.
- Basada en la obra, Leonard Bernstein compuso música para el ballet Dybbuk de 1974.
- El Dybbuk:una ópera en yiddish, del compositor americano Solomon Epstein, considerada la primera ópera en yiddish. Estrenada en Tel Aviv en 1999.
- El Dybbuk: entre dos mundos, del compositor Ofer Ben-Amots, estrenada en Montreal en 2008[1]